# Nidaliidae
Die Nidaliidae  sind eine Familie der Achtstrahligen Korallen (Octocorallia), die in flachen bis tiefen Bereichen des tropischen Indopazifiks und des Atlantiks vorkommt.

## Merkmale
Wie fast alle Oktokorallen bilden die Arten der Familie Nidaliidae Kolonien, die aus vielen Einzelpolypen mit jeweils acht Tentakeln bestehen. Die Kolonien sind unverzweigt oder gelegentlich gegabelt, mit einem ausgeprägten Stiel und einem halbkugel- bis kugelförmigen oder handförmigen polypenbesetzten Abschnitt (Polyparium). Der Stiel ist starr und zylindrisch, hat aber keine feste Skelettachse. Die Steifheit resultiert aus dichten Schichten längs angeordneter Sklerite, die die zentralen Kanäle umgeben. Die über die Oberfläche des Polypariums verteilten Polypen sind monomorph oder dimorph und können in große Polypenkelche eingezogen werden. Die Sklerite der Polypen haben die Form gebogener Spindeln und sind kragenförmig oder Spitzen bildend angeordnet. In den Tentakeln sind die Sklerite stäbchen-, schuppen- und sternförmige, im Polypenkörper und am Gastralraum sind auch Sklerite in Form von kurzen Stäbchen, schmalen Spindeln, Ovalen oder achtförmigen Schuppen vorhanden. Im Stiel haben die Sklerite die Form großer, höckeriger, Spindeln bis Ovale. In den Innenwänden der Kanäle sind die Sklerite kürzere und dünnere Spindeln. Die Arten der Nidaliidae leben nicht mit Zooxanthellen in einer Endosymbiose und sind daher vollständig auf planktonische Nahrung angewiesen.

## Gattungen
Zur Familie Nidaliidae gehören vier Gattungen:
- Agaricoides Simpson, 1905
- Nidalia Gray, 1835
- Nidaliopsis Kükenthal, 1906
- Orlikia Malyutin, 1993